# 杉浦芳嶺
杉浦芳嶺は、明治時代から昭和初期にかけて現在の兵庫県播磨を中心に活躍した刳物師（くりものし）。
同時代に活躍した刳物師市川周道らと交友があった。「特別展示播磨 木工芸の系譜」展の一環として、2013年9月7日から10月14日にかけて兵庫県姫路市書写の里・美術工芸館企画展示室にて作品の一部が展示された。